# Ljus förnalöpare
Ljus förnalöpare (Trichocellus placidus) är en skalbaggsart som först beskrevs av Leonard Gyllenhaal 1827.  Ljus förnalöpare ingår i släktet Trichocellus, och familjen jordlöpare. Arten är reproducerande i Sverige.